# Sowietskoje Runo
Sowietskoje Runo (ros. Советское Руно) – osiedle w Rosji, w Kraju Stawropolskim, w rejonie ipatowskim. W 2021 liczyło 1836 mieszkańców.